# التصنيفات الدولية للأرجنتين
تتضمن المقالة التالية التصنيفات الدولية للأرجنتين:
|  |

## التركيبة السكانية
- من حيث عدد السكان، تأتي الأرجنتين في المرتبة 37 في العالم[1]
- من حيث متوسط العمر المتوقع، تأتي الأرجنتين في المرتبة 59 في العالم

## الاقتصاد

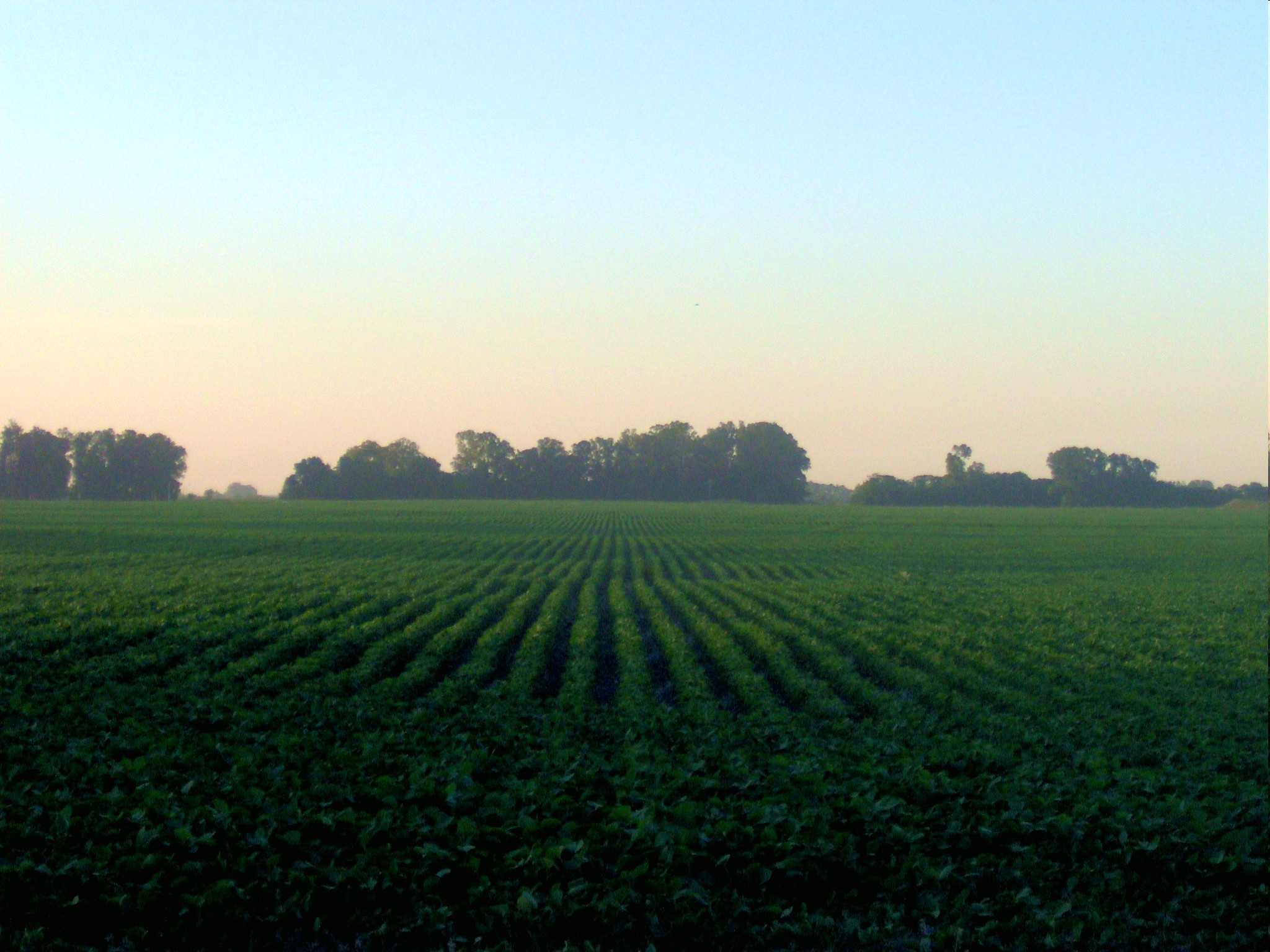
يشكل فول الصويا قرابة نصف إنتاج المحاصيل في الأرجنتين وربع صادراتها

- صحيفة وول ستريت جورنال ومؤسسة التراث: مؤشر الحرية الاقتصادية لعام 2012، المرتبة 158 من بين 179 دولة
- معهد فريزر 2009 الحرية الاقتصادية في العالم، المرتبة 119 من 141 دولة
- صندوق النقد الدولي: الناتج المحلي الإجمالي (الاسمي) للفرد 2010، المرتبة 61 من بين 182 دولة
- صندوق النقد الدولي: الناتج المحلي الإجمالي (الاسمي) 2010، المرتبة 27 من بين 181 دولة
- المنتدى الاقتصادي العالمي: مؤشر التنافسية العالمية 2011-2012، المرتبة 85 من بين 142 دولة

## التعليم
- من حيث عدد الكتب المنشورة لكل دولة في السنة، تحتل الأرجنتين المرتبة 27 على مستوى العالم [2]

## البيئة
- مؤشر الاستدامة البيئية لعام 2005، حلت الأرجنتين في المرتبة التاسعة من بين 146 دولة
- جامعة ييل وجامعة كولومبيا: مؤشر الأداء البيئي لعام 2010، حلت الأرجنتين في المرتبة 70 في العالم [3]
- مؤسسة الاقتصاد الجديد: مؤشر السعادة العالمي لعام 2012، حلّت الأرجنتين في المرتبة 17 [4]

## الجغرافيا
- من حيث إجمالي مساحة الأرض، تأتي الأرجنتين في المرتبة الثامنة بين جميع البلدان

## العولمة
- AT Kearney / مجلة السياسة الخارجية: مؤشر العولمة 2010، المرتبة 70 من بين 181 دولة

## السياسة
- منظمة الشفافية الدولية: مؤشر مدركات الفساد لعام 2011، المرتبة 100 من بين 182 دولة [5]
- مراسلون بلا حدود: مؤشر حرية الصحافة 2011-2012، المرتبة 47 من بين 179 دولة [6]
- صندوق السلام: مؤشر الدول الفاشلة لعام 2012، احتلت المرتبة 145 من بين 165 (ترتيب معكوس)

## المجتمع
- وحدة الاستخبارات الاقتصادية: مؤشر جودة الحياة لعام 2005، المرتبة 40 من بين 111 دولة
- الأمم المتحدة: مؤشر التنمية البشرية 2011، المرتبة 45 من بين 187 دولة
- جامعة ليستر 2006 مؤشر الرضا عن الحياة، المرتبة 56 من بين 178 دولة
- استطلاع غالوب العالمي لعام 2010، المرتبة 30 من أصل 155

## التكنولوجيا

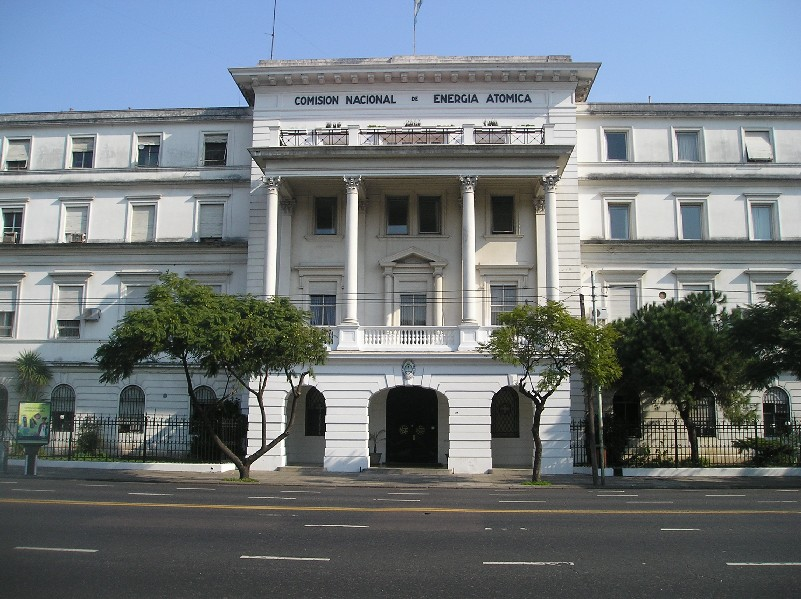
كانت اللجنة الوطنية للطاقة الذرية، التي أنشئت عام 1950، أول قوة عظمى خارج الولايات المتحدة والاتحاد السوفيتي في العالم؛ وبحلول عام 1957 أنشأت الأرجنتين مفاعلاً بحثياً.

- تصنيفات وحدة الاستخبارات الاقتصادية للجاهزية الإلكترونية لعام 2009، المرتبة 45 من بين 70 دولة
- إجمالي مستخدمي الإنترنت عريض النطاق، المرتبة 20 في العالم [7]
- المنظمة العالمية للملكية الفكرية: مؤشر الابتكار العالمي 2024، المرتبة 76 من بين 133 دولة [8]